# Giacomo Coustellier
Giacomo Coustellier (Martigues, 2 de agosto de 1984) es un deportista francés que compite en ciclismo en la modalidad de trials, ganador de dos medallas en el Campeonato Mundial de Ciclismo de Montaña, oro en 2003 y bronce en 2006, y dos medallas en el Campeonato Europeo de Ciclismo de Montaña, plata en 2008 y bronce en 2015. Su hermano Gilles también es un ciclista de trials.

## Palmarés internacional
| Campeonato Mundial | Campeonato Mundial       | Campeonato Mundial | Campeonato Mundial |
| Año                | Lugar                    | Medalla            | Competición        |
| ------------------ | ------------------------ | ------------------ | ------------------ |
| 2003               | Lugano ( Suiza)          | Medalla de oro     | Trials 26″         |
| 2006               | Rotorua ( Nueva Zelanda) | Medalla de bronce  | Trials 26″         |
| Campeonato Europeo |                          |                    |                    |
| Año                | Lugar                    | Medalla            | Competición        |
| 2008               | Heubach ( Alemania)      | Medalla de plata   | Trials 26″         |
| 2015               | Chies d'Alpago ( Italia) | Medalla de bronce  | Trials 26″         |